# Balajer, Bereg
Balajer (în ucraineană Балажер) este un sat în comuna Ianoși din raionul Bereg, regiunea Transcarpatia, Ucraina.

## Demografie
Componența lingvistică a localității Balajer
     Maghiară (90,32%)
     Ucraineană (9,31%)
     Alte limbi (0,37%)
Conform recensământului din 2001, majoritatea populației localității Balajer era vorbitoare de maghiară (90,32%), existând în minoritate și vorbitori de ucraineană (9,31%).